# Begravningar är farliga
Begravningar är farliga (engelska: After the Funeral och i USA Funerals are Fatal) är en detektivroman av den brittiska författaren Agatha Christie. Den kom ut på engelska 1953 och på svenska 1955.
En pocketbok från 1963 utgiven av Fontana Books ändrade titeln till Murder at the Gallop för att knyta an till filmversionen. Boken handlar om författarens belgiska detektiv Hercule Poirot, men filmatiseringen av Mord, sa hon presenterade istället hennes amatördetektiv, Miss Marple.
En förmögen man dör i sitt hem. Hans släktingar samlas efter hans begravning för att läsa upp hans testamente, under vilket hans syster uppger att han blivit mördad. Dagen därpå hittas hon själv mördad. Poirot kallas in för att lösa mysteriet.

## Handling
Efter Richard Abernethies begravning samlas hans familj i Enderby Hall för att höra testamentet läsas upp av hans advokat Entwhistle. Hans förmögenhet ska delas upp mellan hans överlevande familj: hans bror Timothy Abernethie och dennes hustru Maud; hans syster Cora Lansquenet; hans brorson George Crossfield; hans första brorsdotter Rosamund Shane och hennes make Michael; hans andra brorsdotter Susan Banks och hennes make Gregory; och Helen Abernethie, hustru till hans avlidne bror Leo.
Trots att Richard dog av naturliga orsaker och hans död var väntad, gör Cora en slumpartad kommentar om att "Visst blev han mördad?". Dagen efter begravningen hittas hon död, efter att ha blivit våldsamt mördad i sömnen. Inget motiv är uppenbart i kommissarie Mortons undersökningar - medan Coras livsinkomst återgår till Abernethie-godset, går hennes egendom till Susan, medan hennes följeslagare Miss Gilchrist får ett antal av de målningar hon gjort. Snart uppstår dock tvivel om Richards död i kölvattnet av mordet. För att få hjälp kontaktar Entwhistle sin vän Hercule Poirot för att lösa problemet. Poirot kontaktar sin gamle vän Mr Goby för att undersöka familjen.
Varje familjemedlem hade sin egen anledning till att vilja ha Richards rikedom och därmed bli misstänkt för mordet. Samma dag som förhöret äger rum besöker Susan Coras hem för att städa upp sina ägodelar inför auktionen. Hon får veta av Gilchrist att hennes moster alltid målade från livet, och att hon samlade på tavlor från lokala försäljningar i hopp om att hitta ett värdefullt verk. Dagen efter Coras begravning kommer konstkritikern Alexander Guthrie för att titta igenom Coras senaste inköp som tidigare planerat, men hittar inget av värde där. Samma kväll blir Gilchrist förgiftad med en bit arsenikspetsad bröllopstårta som skickas med posten. Hon överlever, främst genom att äta en liten portion. De samlas för att välja ut föremål från Richards egendom innan den säljs, och familjen får sällskap av Poirot och Gilchrist. Under diskussionerna kommenterar Helen att hon trodde att det var något konstigt på begravningsdagen, Gilchrist fäller en kommentar om en av dekorationerna i Enderby, medan Susan minns att hon hittade en målning i Coras ägo, som hon trodde hade kopierats från ett vykort och inte målats från livet, Coras vanliga stil.
Tidigt nästa morgon ringer Helen till Entwhistle för att berätta vad hon insett var konstigt under Richards begravning, men blir brutalt slagen i huvudet innan hon hinner säga mer. Helen drabbas av en hjärnskakning och förs bort för sin säkerhet. När kommissarie Morton förbereder sig för att fråga varje familjemedlem om deras förehavanden på dagen för mordet på Cora, skrämmer Poirot alla genom att avslöja för dem att hennes mördare var Miss Gilchrist. Hon hade känt igen en Vermeer bland Coras senaste inköp som hennes arbetsgivare inte hade gjort, och visste att det var hennes chans att återuppbygga sin älskade tebutik som hon förlorade i kriget. Hon målade över Vermeer-målningen med en scen av en pir från ett vykort, ovetandes om att den hade förstörts i kriget. Efteråt hällde hon ett lugnande medel i Coras te så att hon skulle sova, medan Gilchrist utgav sig för att vara henne på begravningen. Ingen i familjen hade sett Cora på mer än två decennier, vilket gjorde det lättare för henne att bli lurad. Efter att ha lämnat antydningar om att Richard hade blivit mördad, dödade Gilchrist Cora dagen därpå så att polisen skulle tro att det var kopplat till Richards död. För att avleda misstankarna från sig själv fejkade Gilchrist mordförsöket.
Gilchrist var tvungen att härma Coras karakteristiska huvudvridning, men insåg inte att en av dessa var fel när hon repeterade den framför en spegel. Helen blev attackerad för att hon så småningom insåg detta. Dessutom visste Poirot att hon hade utgett sig för att vara Cora eftersom hon refererade till en dekoration som bara kunde ha setts i Enderby Hall på dagen för Richards begravning. Vermeer gömdes av Gilchrist så Guthrie hittade den inte under sitt planerade besök. Hennes påstående att Cora målade pirscenen från livet motbevisades av att Susan hittade ett vykort från förkrigstiden av piren i stugan, tillsammans med Entwhistle som mindes att han luktade olja när han besökte Coras hem efter mordet på henne när han kontaktade Poirot för att få hjälp. Poirot avslöjar sedan att två nunnor besökte Coras stuga på begravningsdagen och trodde att någon var där inne.
När Gilchrist väl har blivit anklagad bryter hon ihop i en flod av klagomål om sitt livs vedermödor, men går tyst med polisen. Under rättegången blir hon till slut galen och planerar den ena tebutiken efter den andra, även om Poirot och Entwhistle inte tvivlar på att hon var i full besittning av sina förmågor under sitt brott.

## Karaktärer
- Mr Entwhistle - familjen Abernethies advokat, han är också assistent i fallet och en av vänner till inspektör Morton.
- Kommissarie Morton - utredaren för Berkshire Countys polisutredning av mordet på Cora.
- Hercule Poirot - Den belgiske detektiven som kallas in av Entwhistle för att hjälpa Morton och familjen.
- Cora Lansquenet - offret i fallet. Amatörmålare och yngsta syster till Richard Abernethie. En av arvingarna till Richards förmögenhet, innan hon mördades.
- Richard Abernethie - en förmögen änkling, nyligen avliden och kremerad innan romanen börjar. Förlorade en bror i andra världskriget och en annan bror och två systrar av andra orsaker. Hans ende överlevande son Mortimer dog för ett halvår sedan.
- Timothy Abernethie - Rikards enda överlevande bror. En grinig invalid och en av arvtagarna till sin brors förmögenhet.
- Maude Abernethie - Timothys fru, en stark och frisk kvinna som tar hand om sin mans behov.
- Susan Banks - Richards första brorsdotter, dotter till hans bror Gordon och en av arvingarna till hans förmögenhet. Hon är en kvinna med affärssinne och Coras arvtagare.
- Gregory Banks - Susans make. En kemist som oavsiktligt gav en icke-dödlig överdos till en av sina kunder tidigare.
- George Crossfield - Richards brorson, son till hans syster Laura. Advokat för ett aktiemäklarkontor och en av arvtagarna till Richards förmögenhet.
- Rosamund Shane - Richards andra brorsdotter, dotter till hans syster Geraldine. Hon är en aspirerande skådespelerska och en av arvtagarna till Richards förmögenhet.
- Michael Shane - Rosamunds make; Precis som hon är han en aspirerande skådespelare.
- Helen Abernethie - änka efter Richards bror Leo, och en av arvingarna till Richards förmögenhet.
- Miss Gilchrist - Coras betalda följeslagare. Hon ägde en tebutik tills den försvann i kriget.
- Lanscombe - butler på Enderby Hall
- Janet - kökspiga på Enderby Hall
- Marjorie - kock på Enderby Hall
- Mrs Jacks - Enderby Halls städerska.
- Mrs Jones - Timothy och Maude Abernethies städerska.
- Alexander Guthrie - en gammal vän till Cora och expert på konstverk.
- Miss Entwhistle - syster till Mr Entwhistle.

## Teman
Till skillnad från Högt vatten, där det finns en stark känsla av att efterkrigstidens engelska samhälle håller på att omformas i linje med "status quo ante", är Begravningar är farliga djupt pessimistisk om krigets sociala konsekvenser. En pir på ett vykort har bombats och ännu inte återuppbyggts, vilket är avgörande för handlingen. Richard Abernethie är förkrossad över att hans ende son plötsligt dog av polio, en epidemi på den tiden. Sonen var frisk på väg att gifta sig och sedan borta. Richard ser ingen annan enskild arvinge som är värdig att ärva hela hans kvarlåtenskap. Abernethies drivkraft och talang för affärer finns hos hans brorsdotter Susan, men han kan inte betrakta henne som ensam arvinge eftersom hon är kvinna. I stället reagerar han på henne genom att bli besviken på hennes man. Eftersom han inte hittar någon person som kan ta över hans förmögenhet och företag, delar han upp pengarna mellan familjemedlemmar som verkar benägna att slösa bort dem på spel och teatersatsningar.
En person som han uppskattade var sin svägerska, som nu blivit änka på grund av kriget. Hon fick ett barn i en krigstida affär. Hon berättade aldrig för Richard om barnet, medveten om hans viktorianska åsikter, och berättade för andra att hon har en brorson som hon hjälper. Hon är tacksam för hans vänlighet att inkludera henne i sitt testamente, eftersom hon nu kan uppfostra sin son på det avlägsna Cypern med en ordentlig utbildning. Barnet är älskat, men hans mor känner att han inte kan accepteras i efterkrigstidens England. Det sista namnet som valts för Coras make, den mycket illa omtyckta målaren med vissa anspråk på att vara fransman, är Lansquenet. Det är ovanligt som efternamn, som nämns i berättelsen. Ordet är namnet på ett kortspel, och det är termen för den tyska legosoldaten till fots med en lans eller lansiär från 1400- och 1500-talen, som kan ha spelat det kortspelet.
Livsmedelsransoneringen i England upphörde samma år som den publicerades, men dess effekt märks fortfarande i den äggbrist som nämns i romanen. Genomgående finns det en stark känsla av efterkrigstidens vedermödor, inklusive den konspirerande Miss Gilchrists hjärtesorg över att förlora sin älskade tebutik på grund av matbrist, och att tvingas in i ett liv i beroende, där hon betraktas som föga mer än en tjänare. Det finns också kommentarer om det ökade skattetrycket i samband med Clement Attlees regering.

## Litterär betydelse och mottagande
Robert Barnard sa om denna roman att den hade "ett ämne av evig dragningskraft – olyckliga familjer: massor av utspridda syskon, massor av viktorianska pengar (gjorda av majsblad). Se till att du utreder rätt mord och se upp för speglar (alltid intressant i Christie). Innehåller Christies sista stora butler: femtio- och sextiotalen var inga bra tider för butlers."